# Little Caesars
A Little Caesars é uma empresa  do ramo de pizzarias com sede em Garden City, no estado da Michigan nos Estados Unidos, foi fundada em 1959 e é atualmente a terceira maior rede de pizzarias do país, atualmente de propriedade da Ilitch Holdings. A companhia dá nome ao Little Caesars Arena, ginásio casa dos times Detroit Pistons da NBA e Detroit Red Wings da NHL.